# سغوان
جزائرية
سغوان، هي بلدية تابعة لدائرة سغوان بولاية المدية الجزائرية.

## الموقع الجغرافي
يحدها شمالا بلدية الزبيرية التي تشتهر بإنتاج البلوط. وجنوبا دائرة قصر البخاري. وشرقا بلدية ثلاثة الدوائر التي كنيتها «بيت الزعامة». ويحدها غربا دائرة الشهبونية. لديها مسميات عديدة ابرزها
واد الحكم. رغم صغر مساحتها الا انها تحتوي على مختلف الوسائل الترفيهية كالملعب البلدي. ودار الشباب. وتمتاز أيضا بالزراعة المعيشية تتكون من اربع احياء رئيسية. وهي القرية في الشرق وحي 35 مسكن في الغرب وهو بجوار الملعب البلدي. لاسيتي في قلب المدينة بجوار مقر الدرك والشرطة فهي أكثر الأماكن امنا وبجانبها مدرسة الشهيد محمد فقراوي والحديقة و يتم حاليا بناء المدينة الجديدة التي تحتوي على المساكن والمحكمة>